# Župnija Maribor - Brezje
Župnija Maribor - Brezje je rimskokatoliška teritorialna župnija dekanije Maribor mariborskega naddekanata, ki je del nadškofije Maribor.

## Sakralni objekti
- Cerkev Marije Vnebovzete župnijska cerkev